# NGC 710
NGC 710 je galaksija u zviježđu Andromeda.

## Vanjske poveznice
- SEDS: NGC 710